# アエロステオン
アエロステオン（Aerosteon）は白亜紀後期に現在のアルゼンチンに生息したアロサウルス上科もしくはティラノサウルス上科に属す獣脚類恐竜の属の一つである。化石は1996年にアナクレト層のサントン期（8400万年前）の地層から発見された。タイプ種は唯一知られている種でもあるA. riocoloradensisである。種小名は化石がメンドーサ州のコロラド川の1 km北で発見されたことにちなんでいる。鳥類に似た呼吸器を持っていた証拠があり、アエロステオンという属名はこれにちなんだもので、古代ギリシャ語で「空気」を意味するἀήρ(aer)と骨を意味するοστέον (osteon)から派生していて「空気の骨」という意味である。

## 特徴

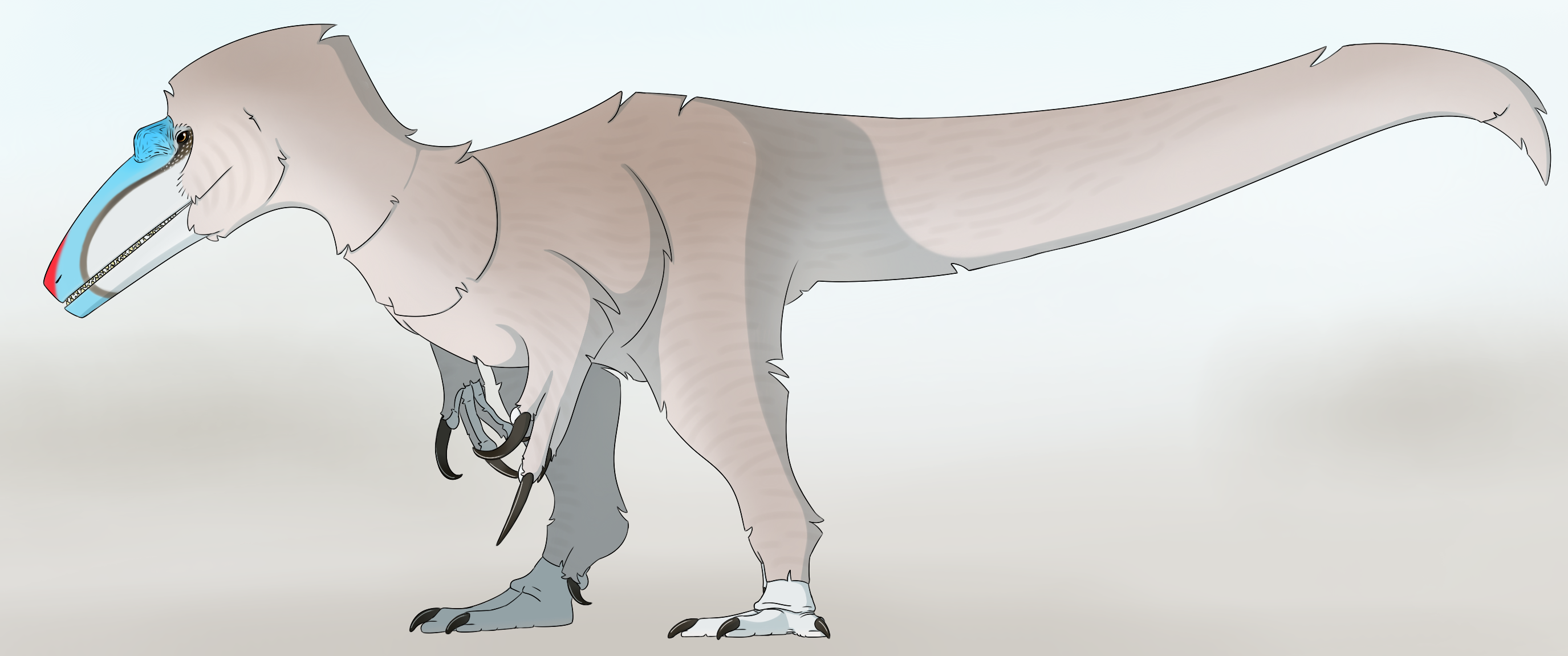
復元図

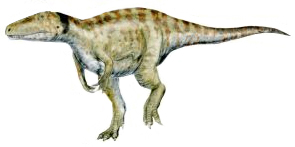
復元図

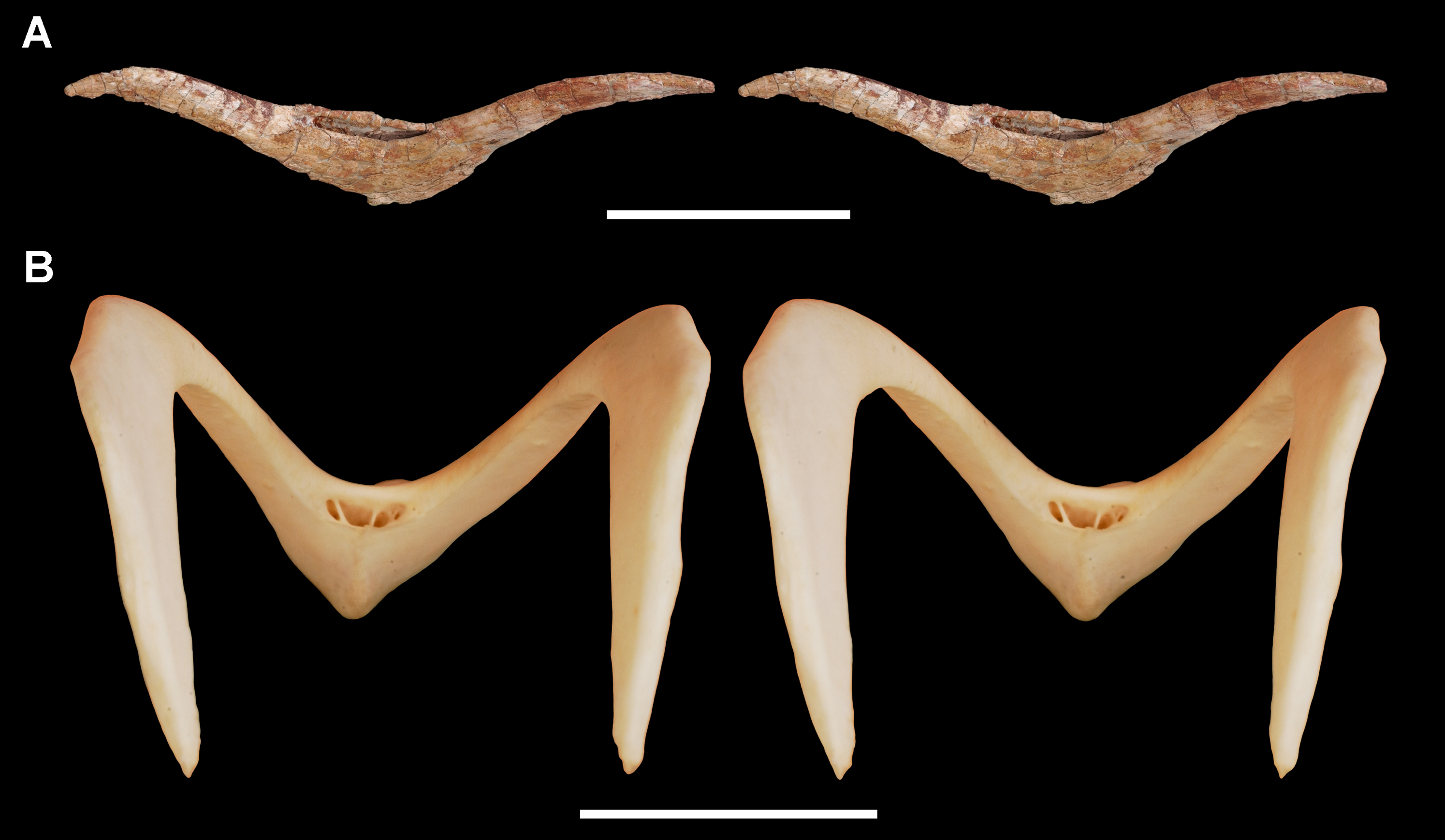
A. riocoloradensis(A)とカササギガン(B)の叉骨のステレオグラム (A)はスケールバー10 cm、(B)は2 cm

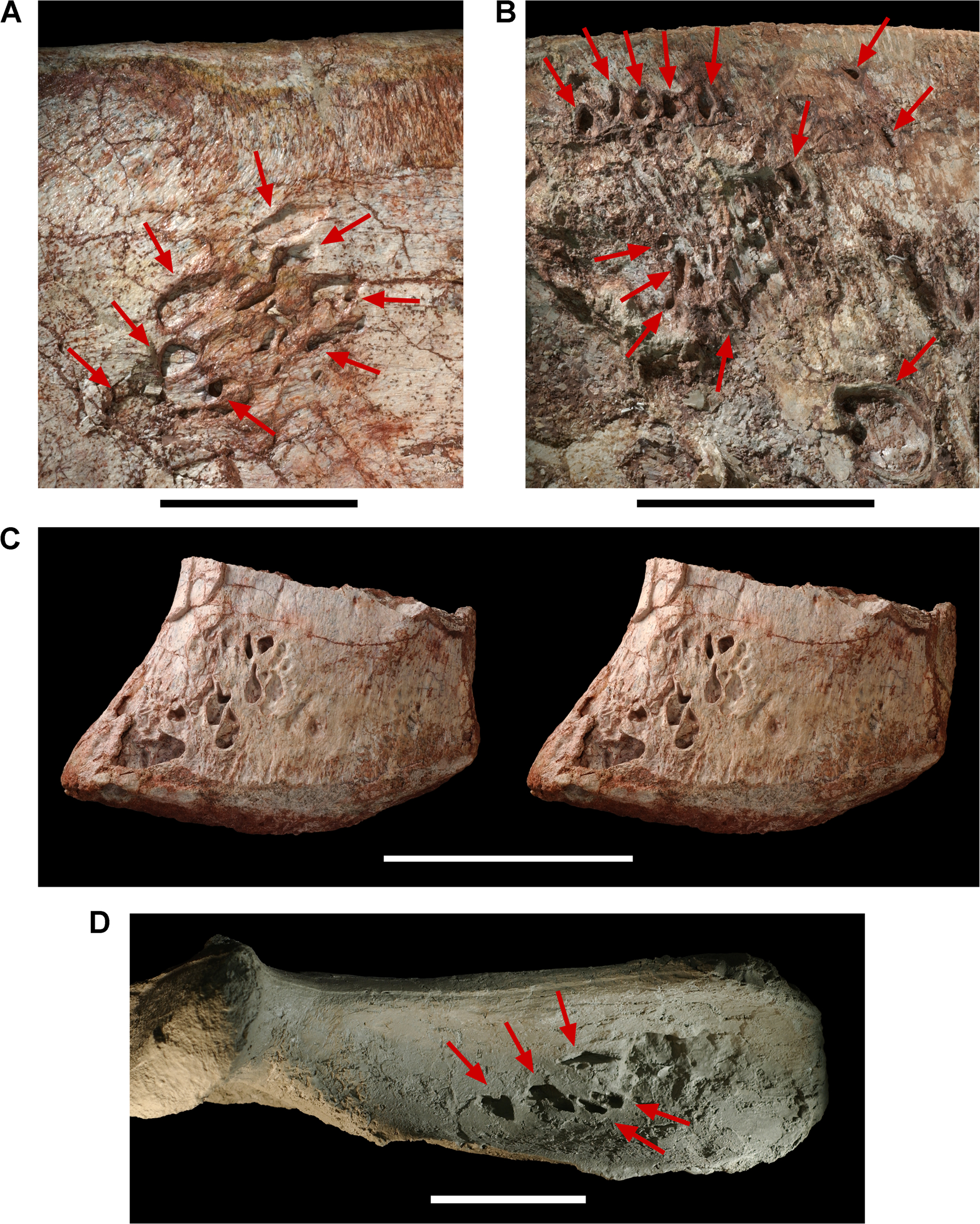
A. riocoloradensisの左の腸骨の含気孔(A-D)

アエロステオンは体長9 m、体重2 tほどで二足歩行の肉食動物で約8300万年前のサントン期に生息していた。
発見された化石には1本の歯と頭部の骨の一部、部分的もしくは完全な多数の頸椎、胴椎および仙椎、頸肋骨、肋骨、腹肋骨、叉骨、左の肩甲烏口骨、左の腸骨、左右の恥骨が含まれていた。一部の骨は完全に癒合しておらず、完全に成熟した個体ではないことが示唆される。
アエロステオンは最初、同時代にゴンドワナ大陸に生息していた3つの大型獣脚類のグループ（アベリサウルス科、カルカロドントサウルス科、スピノサウルス科）のどれに属しているか明らかでなかった。ポール・セレノはジュラ紀に繁栄したアロサウルス上科と関連があることを示唆した。これは後の研究で確証され、後に生き残り、軽量な造りで、スピノサウルスのもの似た鉤爪をもつ進歩したアロサウルス上科のクレードとして認識され、メガラプトラ（Megaraptora）と呼称されアロサウルス類のネオヴェナトル科（Neovenatoridae）に分類された。後の系統解析ではアエロステオンはティラノサウルス上科に配置されている。

## 生理学
アエロステオンの骨にはpneumatisation（空気のつまった空間）を持つものがあり、これには含気孔のあいた叉骨、腸骨、いくつかの腹肋骨が含まれており、現在の鳥類に似た気嚢による呼吸を行っていた可能性が示唆される。哺乳類で行われる肺の収縮による呼吸の代わりに、これらの気嚢がふいごのように動き、比較的硬直した肺に空気の出し入れを行う。より詳細については鳥類の呼吸器を参照。
セレノはこの呼吸器は体温調節を支援するために発達したもので、後から呼吸に組み込まれたものだと仮説している

## 分類と命名
アエロステオンは最初、セレノらにより2008年にオンラインジャーナルであるPLoS ONEの論文で記載された。しかし、当時の国際動物命名規約（ICZN）ではオンラインでの発表だけでは新種として認識されず、印刷物が出版されて図書館に配布になるか、紙の論文そのものに記載されるまで正当な名前ではなかった。PLoS ONEは当初、アエロステオンの命名に際してこれを満たすことが出来なかった。2009年5月21日、雑誌の責任編集者はこのICZNに関する手落ちを修正し、その日付の時点で要求を満たしていたとするコメントを元の論文に補講して発表した。結果としてアエロステオンは2008年に記載が発表されたものの、2009年まで名前が正当なものにならなかった。アエロステロンなどのメガラプトラは最近の再評価によりティラノサウルス上科に再分類されている。

## 参照
1. 1 2  Sereno, P.C., Martinez,R.N., Wilson, J.A., Varricchio, D.J., Alcober, O.A., and Larsson, H.C.E. (2008). Kemp, Tom. ed. “Evidence for Avian Intrathoracic Air Sacs in a New Predatory Dinosaur from Argentina”. PLoS ONE 3 (9):  e3303. Bibcode: 2008PLoSO...3.3303S. doi:10.1371/journal.pone.0003303. PMC 2553519. PMID 18825273.
2. ↑  Benson R.B.J., Carrano M.T, Brusatte S.L. (2010). “A new clade of archaic large-bodied predatory dinosaurs (Theropoda: Allosauroidea) that survived to the latest Mesozoic”. Naturwissenschaften 97 (1):  71–78. Bibcode: 2010NW.....97...71B. doi:10.1007/s00114-009-0614-x. PMID 19826771.
3. 1 2  F. E. Novas, F. L. Agnolín, M. D. Ezcurra, J. I. Canale, J. D. Porfiri (2012). “Megaraptorans as members of an unexpected evolutionary radiation of tyrant-reptiles in Gondwana”. Ameghiniana 49 (Suppl.):  R33.
4. ↑  PLoS ONE Group (2009). "Steps taken to meet the requirements of the ICZN to make new taxonomic names nomenclaturally available." Comment on Original Article: "Evidence for Avian Intrathoracic Air Sacs in a New Predatory Dinosaur from Argentina." PLoS ONE, 21 May 2009.